# Sakiet Eddaier
Sakiet Eddaier o Sakiet Edaïer (àrab: ساقية الدائر, Sāqiyat ad-Dāʾir) és una ciutat de Tunísia a la governació de Sfax, situada uns 7 km al nord-est de la ciutat de Sfax, de la que de fet forma un barri. La municipalitat té 40.717 habitants. És capçalera d'una delegació amb 85.550 habitants al cens del 2004.

## Economia
El govern tunisià hi va instal·lar una zona industrial amb diverses fàbriques agroalimentàries, de mobles o objectes de fusta, de sabates i cuir, de metall, d'exportació d'oli d'oliva i d'altres.
La seva platja rep molt de turisme, sobretot nacional.

## Administració
És el centre de la delegació o mutamadiyya homònima, amb codi geogràfic 34 54 (ISO 3166-2:TN-12), dividida en vuit sectors o imades:
- Sakiet Eddaier (34 54 51)
- Khiria (34 54 52)
- Merkez Es-Sebaï (34 54 53)
- Bedarna (34 54 54)
- Sidi Mansour (34 54 55)
- Cité Bourguiba (34 54 56)
- Saltnia (34 54 57)
- Merkez Kâaniche (34 54 58)

Al mateix temps, forma una municipalitat o baladiyya (codi geogràfic 34 14).